# Amara (rodzaj)

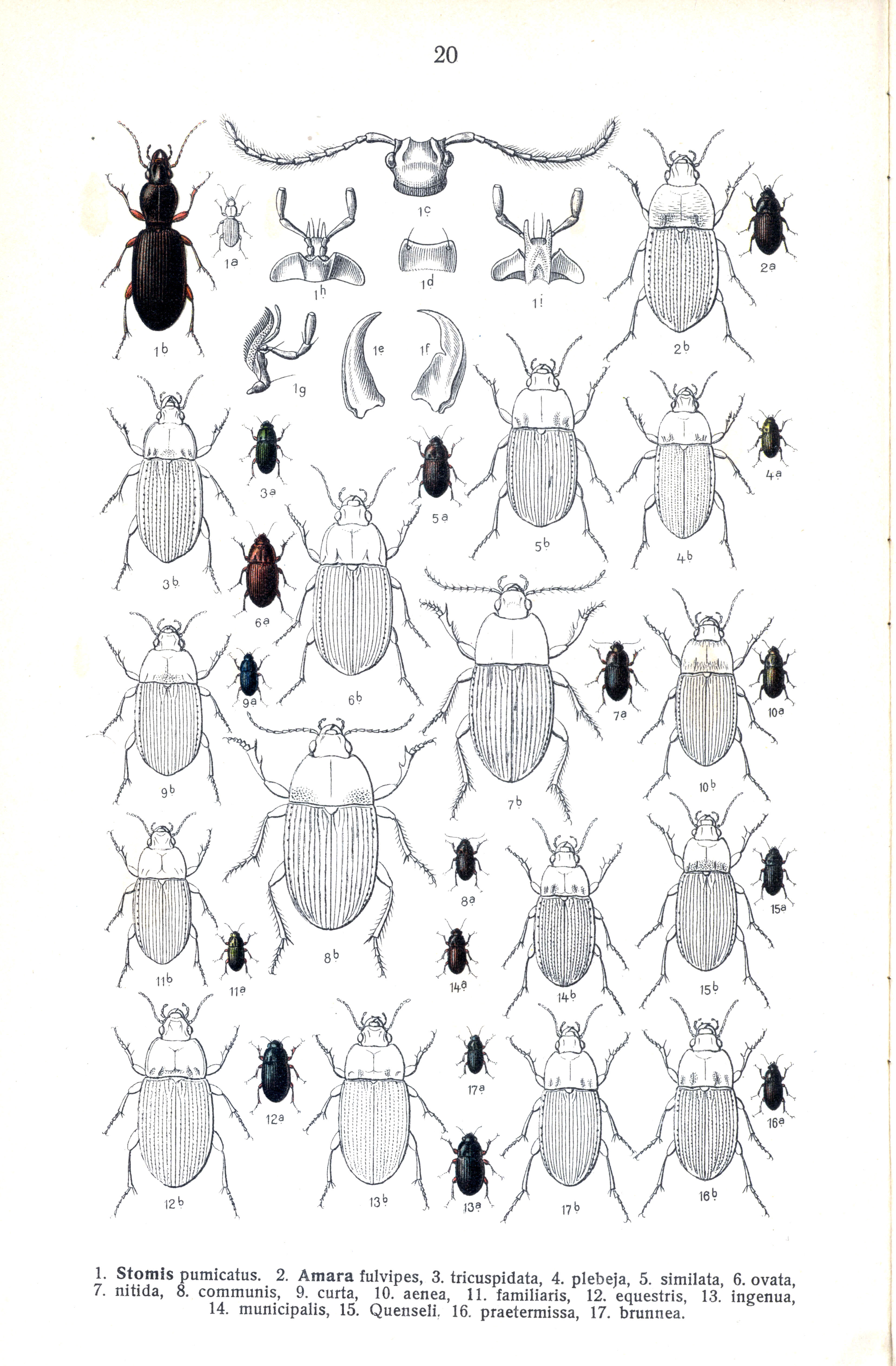
Tablica barwna autorstwa Reittera z gatunkami z rodzaju Amara

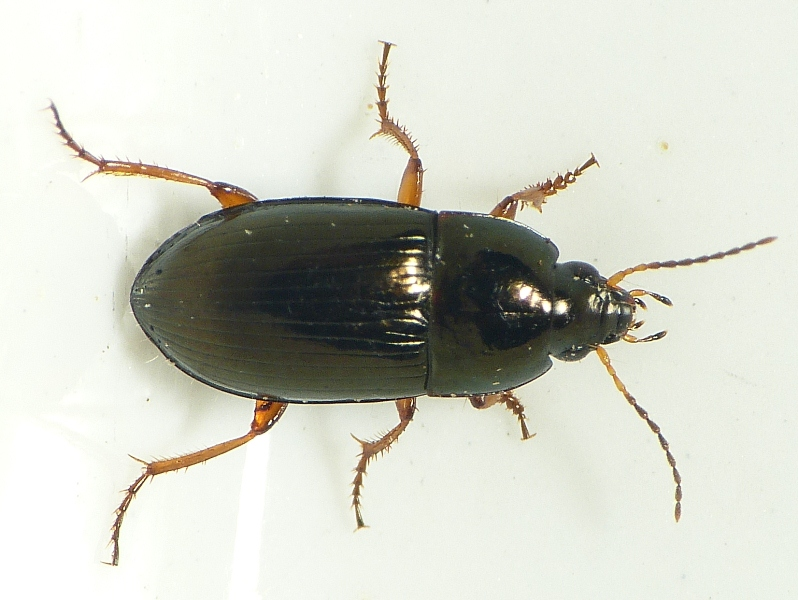
Amara familiaris

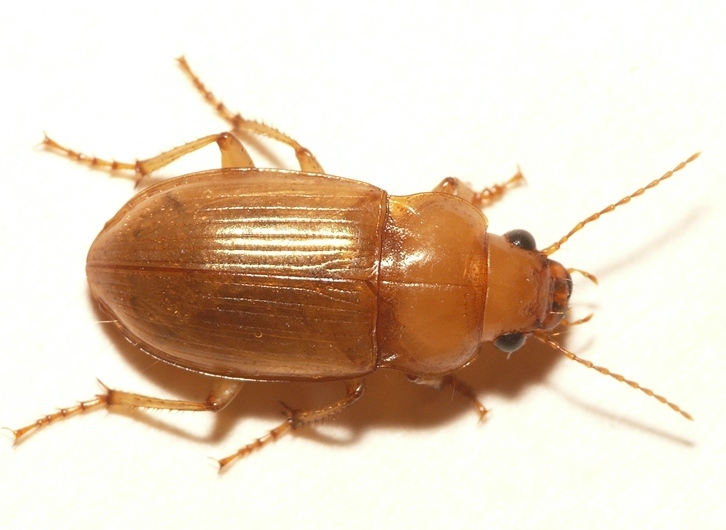
Amara fulva

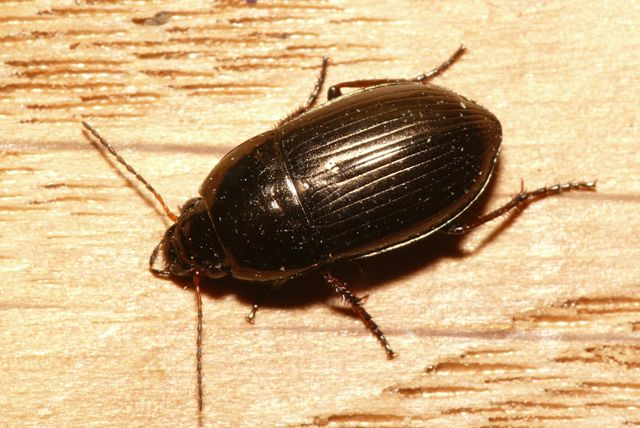
Amara communis

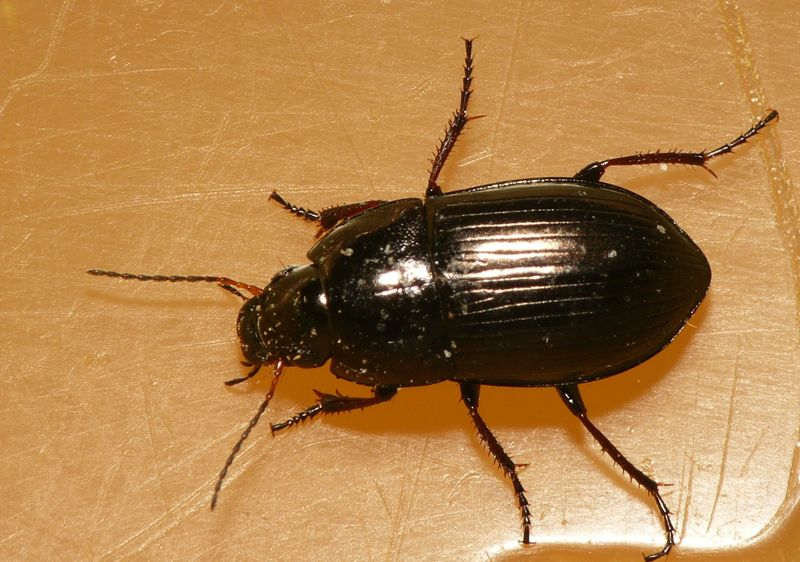
Amara similata

Amara – rodzaj chrząszczy z rodziny biegaczowatych, podrodziny Pterostichinae i pleminia Zabrini. W języku polskim chrząszcze z tego rodzaju określane są nazwą skorobieżek.

## Morfologia
Ciało długości od 4,5 do 14 mm, ubarwione od żółto-brązowego do czarnego, często metalicznie. Przedplecze z dwiema szczecinkami bocznymi na każdym boku, z których tylna ulokowana w kątach tylnych. Większość gatunków z dwoma punktami nadocznymi. Tylko kilka z przedpleczem silnie wklęśle zafalowanym ku podstawie.

## Ekologia i występowanie
Wiele gatunków aktywnych w ciągu dnia. Owady dorosłe są częściowymi lub całkowitymi fitofagami, preferującymi kwiaty i nasiona roślin. Larwy natomiast są głównie drapieżne i żyją w norkach.
Do fauny europejskiej należy 146 gatunków. W Polsce występuje 48 gatunków.

## Taksonomia
Rodzaj opisał w 1810 roku Franco Andrea Bonelli.
Do rodzaju tego zalicza się 599 opisanych gatunków. Podzielony jest na 48 podrodzajów:
- Acorius C. Zimmermann, 1831
- Allobradytus Iablokoff-Khnzorian, 1975
- Amara sensu stricto Bonelli, 1810
- Amarocelia Motschulsky, 1862
- Amathitis C. Zimmermann, 1832
- Ammoleirus Tschitscherine, 1899
- Ammoxena Tschitscherine, 1894
- Armatoleirides Tanaka, 1957
- Atlantocnemis Antoine, 1953
- Bradytodema Hieke, 1983
- Bradytulus Tschitscherine, 1894
- Bradytus Stephens, 1827
- Camptocelia Jeannel, 1942
- Celia C. Zimmermann, 1832
- Cribramara Kryzhanovskij, 1964
- Cumeres Andrewes, 1924
- Curtonotus Stephens, 1827
- Eoleirides Tschitscherine, 1898
- Harpaloamara Baliani, 1934
- Harpalodema Reitter, 1888
- Heterodema Tschitscherine, 1894
- Hyalamara Tschitscherine, 1903
- Iranoleirides Hieke, 1978
- Leiocnemis C. Zimmermann, 1832
- Leiramara Hieke, 1988
- Leirides Putzeys, 1866
- Leiromorpha Ganglbauer, 1891
- Leironotus Ganglbauer, 1892
- Leuris Lutshnik, 1927
- Microleirus Kryzhanovskij, 1974
- Neopercosia Hieke, 1978
- Paracelia Bedel, 1899
- Paraleirides Sainte-Claire Deville, 1906
- Parapercosia Tschitscherine, 1899
- Percosia C. Zimmermann, 1832
- Phaenotrichus Tschitscherine, 1898
- Phanerodonta Tschitscherine, 1894
- Polysitamara Kryzhanovskij, 1968
- Pseudoamara Baliani, 1934
- Pseudocelia Lutshnik, 1935
- Pseudoleirides Kryzhanovskij, 1968
- Pseudoleiromorpha Hieke, 1981
- Reductocelia Lafer, 1989
- Shunichius Habu, 1972
- Xanthamara Bedel, 1899
- Xenocelia Hieke, 2001
- Zabroscelis Putzeys, 1866
- Zezea Csiki, 1929